# Anne Dorthe Ysland
Anne Dorthe Ysland (* 9. April 2002 in Trondheim) ist eine norwegische Radrennfahrerin, die vorwiegend im Straßenradsport aktiv ist.

## Sportliche Laufbahn
Als Juniorin galt Ysland als hoffnungsvolles norwegisches Talent in Radsport. Sie war Mitglied der Nationalmannschaft und startete für Norwegen im Nations Cup sowie bei internationalen Meisterschaften. 2020 gewann sie bei den Juniorinnen die norwegischen Meisterschaften sowohl im Straßenrennen als auch im Einzelzeitfahren.
Mit dem Wechsel in die U23 wurde Ysland 2021 Mitglied im Team Coop-Hitec Products. Herausragendes Ergebnis der Saison war der fünfte Gesamtrang bei der Tour de Feminin. Ein Jahr später erhielt sie einen Profivertrag beim UCI Women’s WorldTeam Uno-X Mobility. Mit einem achten Etappenrang bei der Women's Tour 2022 und dem sechsten Platz bei Binche–Chimay–Binche 2022 erzielte sie bereits in ihrer ersten Saison internationale Spitzenergebnisse.
2023 erkrankte Ysland an Colitis ulcerosa und bestritt im Februar 2023 ihr vorerst letztes Rennen und stand kurz vor dem Karriereende. Erst Mitte 2024 befand sie sich auf dem Weg der Besserung und konnte wieder trainieren. Im Januar 2025 kehrte sie bei der Mallorca Challenge Feminina in das Peloton zurück.

## Erfolge
2020
- norwegische Junioren-Meisterin – Einzelzeitfahren und Straßenrennen